# Sorosporium flagellatum
Sorosporium flagellatum är en svampart som beskrevs av Syd., P. Syd. & E.J. Butler 1907. Sorosporium flagellatum ingår i släktet Sorosporium och familjen Glomosporiaceae.   Inga underarter finns listade i Catalogue of Life.